# 品田冬樹
品田 冬樹（、1959年〈昭和34年〉12月16日 - ）は、日本映画の特殊技術専門の造形家。群馬県出身。有限会社ヴィ・ショップ（Vi-SHOP）代表。

## 来歴・人物

### アマチュア時代
1979年、19歳で上京。特撮専門誌の編集助手をしながら、自宅アパートでゴジラのぬいぐるみ（モスゴジ）を製作し、東宝のキャンペーンに使用されるなど、アマチュア時代から名の知れた存在であった。
朝日ソノラマのビジュアル雑誌『宇宙船』では、創刊号（1980年）から編集スタッフとして参加。創刊号での巻頭特集記事では、アマチュア時代の品田による造型作品が多数掲載されていた。
『機動戦士ガンダム』ブーム時に、完成度の高いガンダムとシャア専用ザク（赤ザクと呼ばれた）のイベント用ぬいぐるみを製作した。素材は紙製であり、雑誌『ファンロード』誌上において、その製作法も掲載された。雑誌『B-CLUB』27号で『機動戦士ガンダム 逆襲のシャア』公開時のイベントのために『SDガンダム』のνガンダムとサザビーのぬいぐるみを製作したという記事中で、前述の『ファンロード』での赤ザクを製作した過去が明かされている。

### プロ時代
1982年、レインボー造型企画に入社。東映のスーパー戦隊シリーズなどの特殊造型に関わる。1986年、レインボー造型企画を退社し、フリーランスとして活動する。
1989年、岡部淳也と共に株式会社ビルドアップを設立する。平成ゴジラシリーズなどの造型に参加。
1994年、ビルドアップの中心業務がCG・VFXとなったため退社。有限会社Vi-SHOPを設立し代表となる。平成ガメラシリーズ、超星神シリーズなどの造型を手掛けた。
2009年、ビルドアップと円谷プロダクションの合併に伴い円谷プロ副社長となった岡部淳也の要請により、Vi-SHOPを休止し円谷プロダクション入社。造形部門・LSSのチーフクリエイターを務める。

## エピソード
漫画『究極超人あ〜る』の光画部の先輩の着るぬいぐるみを製作した「しなだくん」（名のみ登場）のモデルは、品田冬樹である。『ヌイグルメン!』（唐沢なをき）や『月刊comicリュウ』2011年2月号、4月号「チョロ恐」（唐沢なをき）にエピソードや体験談を提供している。
品田は近年の各界における怪獣の「ぬいぐるみ」の「着ぐるみ」呼称への言い換えについては否定的であり、若いスタッフが口にするたびに「ぬいぐるみ」と言い正していた。しかし後輩が増えて、「着ぐるみ」呼びが一般的となったため、話の腰を折るのは大人気ないと思い聞き流すようにしているが、同年代から上の世代人と話すときはもっぱら「ぬいぐるみ」で通しているとのこと。
レインボー造型企画に入社して最初に手掛けた怪人造形は、『宇宙刑事ギャバン』第34話のドクターダブラーであった。これがレインボー造型企画代表の前澤範の目に留まり、『仮面ライダーZX』でUFOサイボーグ（トカゲロイドからタイガーロイドまで）の造形を担当することとなった。ギミックにはこだわったといい、インタビューでは自由にやることを許してくれた前澤に感謝の言葉を述べている。
ゴジラの造型について、造型者の技術や個性が出やすいと評しており、自身が手掛けた『ゴジラvsキングギドラ』のゴジラザウルスと『ゴジラ・モスラ・キングギドラ 大怪獣総攻撃』（以下『GMK』）のゴジラはあまり変わらない顔をしていると述べている。『GMK』の監督である金子修介は、品田が平成ガメラシリーズで敵怪獣を造型していたことから、ゴジラをやってもらうと面白いと考えたと語っている。金子は品田と共に渡米した際にゴジラへの参加をオファーしたところ、品田は帰りの飛行機の中でゴジラについて9時間喋り通しであったという。

## 主な参加作品

### テレビ
- 1982年 - 宇宙刑事ギャバン
- 1983年 - 科学戦隊ダイナマン
- 1983年 - 宇宙刑事シャリバン
- 1983年 - ペットントン
- 1984年 - 超電子バイオマン
- 1984年 - 宇宙刑事シャイダー
- 1984年 - どきんちょ!ネムリン
- 1985年 - 電撃戦隊チェンジマン
- 1985年 - 巨獣特捜ジャスピオン
- 1985年 - 兄弟拳バイクロッサー
- 1985年 - ゲゲゲの鬼太郎（月曜ドラマランド）
- 1986年 - 超新星フラッシュマン
- 1986年 - もりもりぼっくん
- 1987年 - 深夜秘宝館
- 1996年 - 七星闘神ガイファード[11]
- 2003年 - 超星神グランセイザー - デザインワークス、特殊造型[11]
- 2004年 - 幻星神ジャスティライザー - 特殊造型[11]
- 2005年 - 超星艦隊セイザーX - 特殊造型[11]
- 2006年 - ウルトラマンメビウス
- 2007年 - スカルマン 闇の序章
- 2008年 - ロス:タイム:ライフ　第6節「ヒーローショー編」
- 2011年 - ウルトラゾーン
- 2013年 - ネオ・ウルトラQ
- 2013年 - ウルトラマンギンガ
- 2014年 - ウルトラマンギンガS
- 2015年 - ウルトラマンX
- 2016年 - ウルトラマンオーブ

### 映画
- 1983年 - 伝説の巨獣 狼男対ゴジラ[注釈 2]
- 1987年 - 紅い眼鏡/The Red Spectacles - 特殊造形[4]、出演（調理人）
- 1987年 - スケバン刑事
- 1989年 - ゴジラvsビオランテ - ビオランテ造型[1][7]
- 1989年 - バトルヒーター
- 1990年 - ウルトラQ ザ・ムービー 星の伝説
- 1991年 - ケルベロス-地獄の番犬
- 1991年 - ゴジラvsキングギドラ - ゴジラザウルス造型[1][7]
- 1995年 - 人でなしの恋
- 1996年 - ガメラ2 レギオン襲来 - レギオン造型[1]
- 1998年 - ウルトラマンティガ&ウルトラマンダイナ 光の星の戦士たち
- 1999年 - ガメラ3 邪神覚醒
- 2000年 - アヴァロン
- 2001年 - ゴジラ・モスラ・キングギドラ 大怪獣総攻撃 - 造形[7][10]
- 2005年 - 劇場版 超星艦隊セイザーX 戦え!星の戦士たち - キャラクター造型
- 2006年 - 立喰師列伝 - 出演（品田徳満）
- 2008年 - ギララの逆襲 洞爺湖サミット危機一発
- 2009年 - 大怪獣バトル ウルトラ銀河伝説 THE MOVIE[12]
- 2010年 - ウルトラマンゼロ THE MOVIE 超決戦!ベリアル銀河帝国
- 2012年 - ウルトラマンサーガ
- 2015年 - 劇場版 ウルトラマンギンガS 決戦!ウルトラ10勇士!!
- 2016年 - 劇場版 ウルトラマンX きたぞ!われらのウルトラマン
- 2017年 - 劇場版 ウルトラマンオーブ 絆の力、おかりします!

### オリジナルビデオ
- 1987年 - 地球防衛少女イコちゃん
- 1988年 - スターヴァージン
- 1988年 - ドラゴンクエスト ファンタジア・ビデオ
- 2001年 - 銀河ロイド コスモX
- 2008年 - 行け! ゴッドマン
- 製作年不明 - 爆狼（パイロット版）
- 2010年 - ウルトラ銀河伝説外伝 ウルトラマンゼロVSダークロプスゼロ
- 2011年 - ウルトラマンゼロ外伝 キラー ザ ビートスター
- 2016年 - ウルトラマンオーブ THE ORIGIN SAGA

### その他
- 1983年 - 仮面ライダーZX（雑誌連載）
- 2005年 - 愛・地球博 めざめの方舟
- 2005年 - ゴジラ ファイナル ボックス ゴジラ・ヘッド
- 2008年 - ヒーロークロスライン各キャラクター（ジエンド、アルクベイン、ネクロマン）
- 2009年 - キン肉マン 1/1 超人ヘッドSERIES ロビンマスク

## 主なキャラクター造型
| 公開年 | 作品名                                                 | 担当したキャラクター                       |
| ------ | ------------------------------------------------------ | ------------------------------------------ |
| 1982年 | 宇宙刑事ギャバン                                       | ドクターダブラー                           |
| 1983年 | 仮面ライダーZX                                         | UFOサイボーグ                              |
| 1989年 | ゴジラvsビオランテ                                     | ビオランテ                                 |
| 1990年 | ウルトラQ ザ・ムービー 星の伝説                        | ワダツジン（遮光器土偶型、ミラーメタル型） |
| 1991年 | ゴジラvsキングギドラ                                   | ゴジラザウルス                             |
| 1996年 | ガメラ2 レギオン襲来                                   | レギオン                                   |
| 1998年 | ウルトラマンティガ&ウルトラマンダイナ 光の星の戦士たち | - ゲランダ - クイーンモネラ                |
| 1998年 | ウルトラマンガイア                                     | - クラブガン - アネモス                    |
| 1999年 | ガメラ3 邪神覚醒                                       | イリス                                     |
| 2001年 | ゴジラ・モスラ・キングギドラ 大怪獣総攻撃              | - ゴジラ - モスラ - キングギドラ           |
| 2006年 | ウルトラマンメビウス                                   | - ケルビム - バードン - サドラ             |

## 著書
- 『クラリン』（犬丸りん共著、小学館、2001年） ISBN 4097273817
- 『ずっと怪獣が好きだった』（岩波書店、2005年） ISBN 4000010727